# Pēteris Juraševskis
Pēteris Juraševskis (Lubāna, 4 aprile 1872 – Jelgava, 10 gennaio 1945) è stato un politico lettone.
È stato Primo ministro della Lettonia dal gennaio 1928 al novembre dello stesso anno.